# Idiom Neutral
Idiom Neutral é um idioma internacional auxiliar, publicado em 1902 pela Academia da Língua Universal  (Akademi Internasional de Lingu Universal) sob a liderança de Waldemar Rosenberger. Hoje está virtualmente extinto.

## Exemplo de texto
"Publikasion de idiom neutral interesero votr filio, kel kolekt postmarki, kause ist idiom es lingu praktikal pro korespondad ko kolektatori in otr landi."
A publicação do idiom neutral interessa a seu filho que coleciona selos, pois este idioma é uma língua prática para correspondência com colecionadores de outros países.